# 綺羅空心斎
綺羅空心斎(きらくうしんさい、Killa Kusinsai)は、日本の作曲家。元歯科医師。

## 経歴
12月17日生まれ。東京都出身。血液型B型。別名、きら院長、増岡太郎。
増岡太郎として審美歯科医デンタルビューティーサロンPureCureの院長として活躍した(2010年 - 2016年)。
歯科医師時代は、特に付け八重歯の第一人者として広く取材され、歯科専門誌等の海外メディアにも掲載された。
椎名ひかり(アイドル、女優、モデル)の牙を作成している。
アイドルプロデューサー綺羅院長として、TYB48、ちょび。、柚木りか、まかろん☆きゃっつ、ふるーふらっと等をプロデュース。
ふるーふらっとでは自身もメンバーを務め、作詞作曲をした『T-Paletteに入りたくて』は南波一海のアイドル三十六房のRグランプリ2016シングル部門で23位を獲得した。
現在は歯科医院は閉院し、綺羅空心斎(作曲家、和楽器奏者)として活動している。
日本音楽家ユニオン登録の作詞・作曲・編曲家である。

## 活動
- 2008年11月-V系ロックバンド『ねこみみ』を立ち上げて音楽活動を開始[19]
- 2011年 6月 - メイド喫茶雲雀亭とのコラボで、メイド歯科「萌歯科」イベント開催[20]

- 2012年 4月 - 世界初となる付け八重歯アイドルTYB48デビュー（総合プロデュース）[21]

- 2012年 5月 - 歯科甲子園D-1グランプリ  グランプリ部門銀賞受賞[22]

- 2012年10月 - 長澤まさみ主演のTVドラマ『高校入試』(フジテレビ)の劇中歌を制作[23]

- 2013年12月 - 秋葉原にて主催イベント「Lucifer降臨中二病NIGHTアイドルも出るよ！」開催[24]
- 2018年12月-池袋cyberにて綺羅空心斎として初の笙演奏でのライブ出演[25]
- 2019年11月-飯田橋wild pitch「Japanese Lounge Night」出演[26]
- 2019年12月-覆面ユニット「米津ハチ子」として配信シングル「ルパートの滴」をリリース[27]
- 2020年6月-オリジナル曲「絶対爆アゲTENバガー」が東京都の「アートにエールを」事業に選出される。[28]
- 2020年10月-『ねこみみ。featuring　谷琢磨』として楽曲リリースおよび配信ライブ出演[29]
- 2022年9月-ベルリンフラッシュフィルムフェスティバルにて監督・編集したMV（ショートフィルム）『The Dying World...』が優秀賞に選出される。[30][31]

## テレビ出演
- TBSテレビ「Nスタ」「みのもんたの朝ズバッ!」「ニッポンがわかる 急上昇ワード」出演[32]

- 地上波初のボカロ番組「Vocalo  Revolution」出演[33]

- カナダTV5「CORPS ET MONDE」出演[34]

- 関西テレビ「村上マヨネーズのツッコませて頂ききます！」出演[35]

- 毎日放送「メッセンジャーの○○は大丈夫なのか？」出演[36]

- テレビ東京「新SHOCK感」出演[37]

## 楽曲提供
- ぱらでぃ☆しえる「BLUE WARNING」[38]
- 放課後ハートビート「RESTART」（放課後ハートビートとの共作）[39]
- WEAKEND「二分間の硝哭」、「嘆きの少女は逃亡したい」、「セイトシーノドクハク」[40][41]
- ちょめちょめ！！「タイトル未定」[42]
- NovaNexus「純情可憐男女交際ハジメマセンカ」[43]
- 錬日oTo個色「飛び出せキミのアイドルに」、「dear my melody」[44]

### 海外プロデュース作品（Prod.UGTB名義）
- Sa Sher「SYSTEM CRUSH」(EP)[45]
- Ralph「Drilloween」[46]
- Ralph「YUM YUM Freestyle」[47]